# Castello di Sarzano
Il castello di Sarzano è una fortificazione medievale sita nel comune di Casina, nella provincia di Reggio Emilia.

## Le origini
La prima attestazione del castello di Sarzano nei documenti risale al 958 d.C., quando Atto Adalberto, progenitore della contessa Matilde, lo acquistò assieme al suo podere. Rilievi sul campo e studi condotti sul diritto dell'epoca (che prevedeva la possibilità di costruire un castello solo nei luoghi in cui ne fosse o fosse stato uno presente) lasciano però intendere che sul monte di Sarzano dovette già trovarsi un castello da tempo defunzionalizzato. L'origine del castello sarebbe quindi forse da far risalire alle invasioni degli Ungari nella penisola (fine IX sec.) o comunque al periodo del primo incastellamento (fra IX e X secolo).
La posizione di Sarzano, a cavallo della direttrice Parma- Lucca (alternativa medioevale della Via Francigena) e sulla cima di un monte a controllo delle strade di valico, ne fece un importante punto difensivo ma anche di transito di merci, persone, notizie.

## L'epoca matildica
“É una delle rocche più eleganti e meglio conservate dell'Appennino emiliano […] appare stupendamente pittoresco, né i vecchi possessi della contessa Matilde hanno forse castello più artistico”: così si esprimeva nel 1885 l'archeologo e storico dell'arte Corrado Ricci in visita al castello di Sarzano.
Con Bonifacio di Canossa prima e con Matilde poi Sarzano divenne parte del sistema castrense delle attuali Terre matildiche, che prevedeva tre linee di costruzioni fortificate a coprire tutto il territorio reggiano dalla prima collina al crinale: territorio nodale per il passaggio di truppe e di merci fra i vari possedimenti della Gran Contessa, esattamente a metà strada fra Langobardia e Tuscia. Sarzano occupava una posizione mediana nella seconda linea di fortificazioni, la stessa dei capisaldi di Canossa e Rossena.

## L'età comunale e moderna: il dominio dei Carandini
Matilde, morta nel 1115 senza eredi, aveva destinato il castello di Sarzano al monastero di S. Apollonio di Canossa. Tuttavia fra XII e XIII secolo si fece progressivamente più forte il potere dei liberi comuni. Il comune di Reggio Emilia impose in questo periodo a molte comunità rurali il sequimentum, una sottomissione formale che prevedeva anche la cessione al comune di tutti i siti fortificati. Gli homines de Sarzano (allora il castello era probabilmente retto da un comune rurale e non da feudatari) vi si assoggettarono sotto la minaccia delle armi nel 1190, firmando la sottomissione formale nel 1197. Il monastero di S. Apollonio tuttavia non cessò mai di rivendicare quel possedimento, su cui una bolla del Papa Adriano IV aveva nel 1156 concesso loro anche il diritto di riscuotere le decime.
La situazione cambiò radicalmente alla fine del XIII secolo, quando scoppiò nel comune di Reggio Emilia la lotta fra le due fazioni dei “Superiori” e degli “Inferiori”, quest'ultima capeggiata dai Fogliani, che ottennero il possesso di Sarzano usurpando i diritti dei monaci ed insediandovisi stabilmente nel corso del XIV secolo.
Durante questo secolo il castello passò diverse volte di mano fra i Fogliani, il comune di Reggio e gli Este: nel 1427 Niccolò III d’Este assediò Sarzano distruggendo interamente la rocca, che tuttavia venne poi fatta prontamente riedificare sotto la direzione degli architetti Beltramo Comastri e Francesco da Salvaterra.
Nel XV secolo si inaugura per Sarzano un periodo di condominio: la gestione del castello viene concessa dagli Este a Fogliani, Canossa e Visdomini, fino a quando nel 1568 subentrerà ai Canossa il ministro ducale Girolamo Graziani della Pergola. Con l'estinguersi delle altre due linee ereditarie, nel 1694 l'intero feudo sarà riunito nelle mani della figlia del ministro, Francesca Graziani della Pergola, e del di lei marito, Paolo Carandini, marchesi di Sarzano. I Carandini intrapresero a Sarzano una grande opera di restauro del castello che si concluderà nel 1698, come ricorda una lapide posta sopra l'architrave della porta di accesso al castello (ora trafugata e ricostruita sulla base di testimonianze fotografiche).
I Carandini furono i padroni di Sarzano fino al 1796, anno in cui furono soppressi i feudi. Con la restaurazione il castello tornò agli Estensi, che nel 1839 ne fecero dono alla Chiesa. Nel 1990 castello e borgo, che nel frattempo si era sviluppato ai suoi piedi, furono acquistati dal Comune di Casina.

## L'età contemporanea

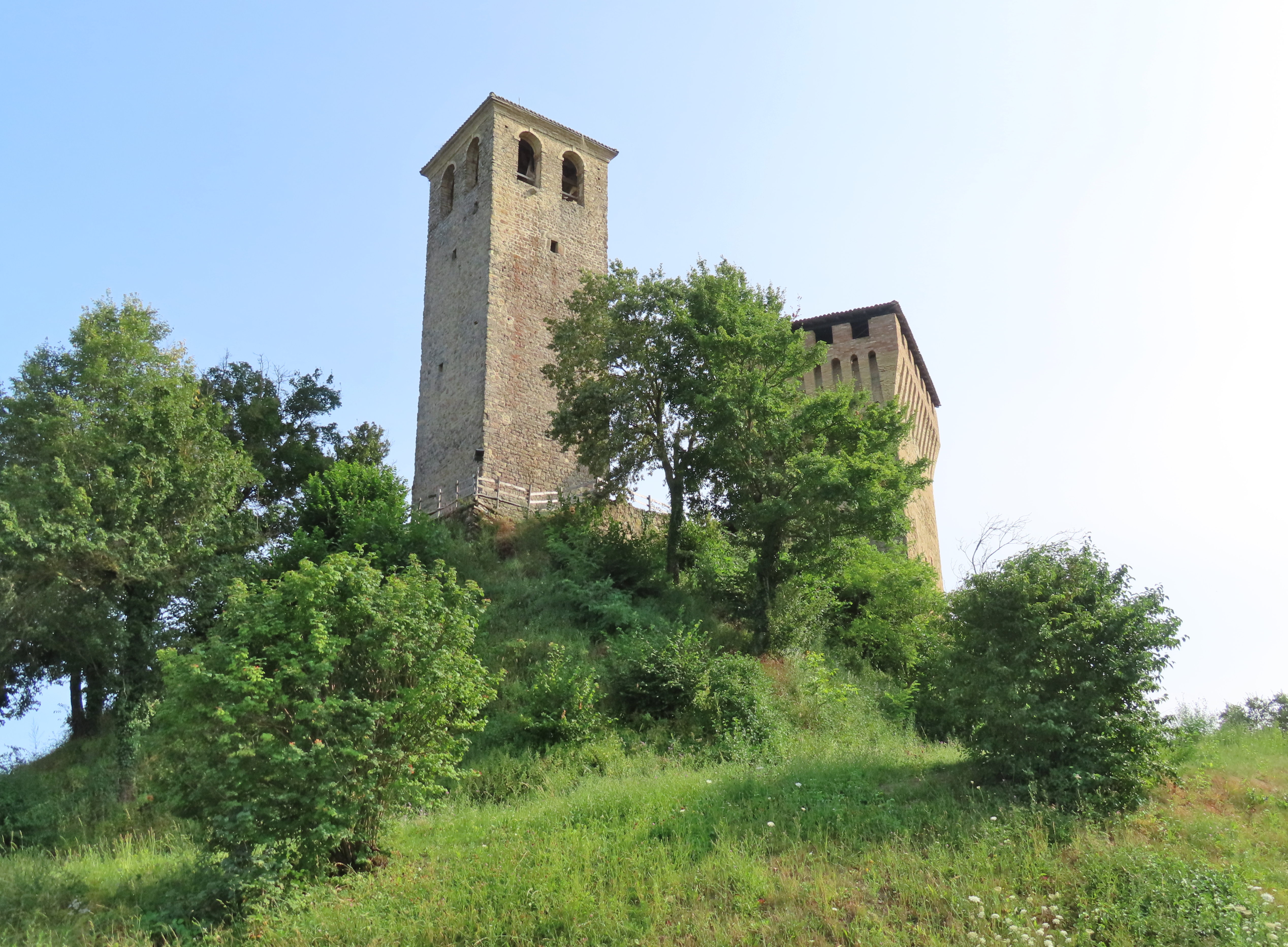
Torre nord e mastio

A partire dal 1990 il Comune di Casina, avvalendosi di varie competenze, ha dato inizio ad un grande restauro conservativo che ha riportato il castello al suo aspetto seicentesco. Gli scavi condotti parallelamente all'opera di restauro hanno anche messo in luce, all'interno del cortile del castello, una piccola cappella medioevale, forse chiesa poi riutilizzata come magazzino o deposito in età moderna. Il restauro di Sarzano ha interessato sia la parte inferiore del complesso, comprendente gli edifici del borgo e la chiesa di S. Bartolomeo (con annesse canonica e sagrestia), che quella superiore, che consta del mastio, della torre e del perimetro murario.

### La chiesa

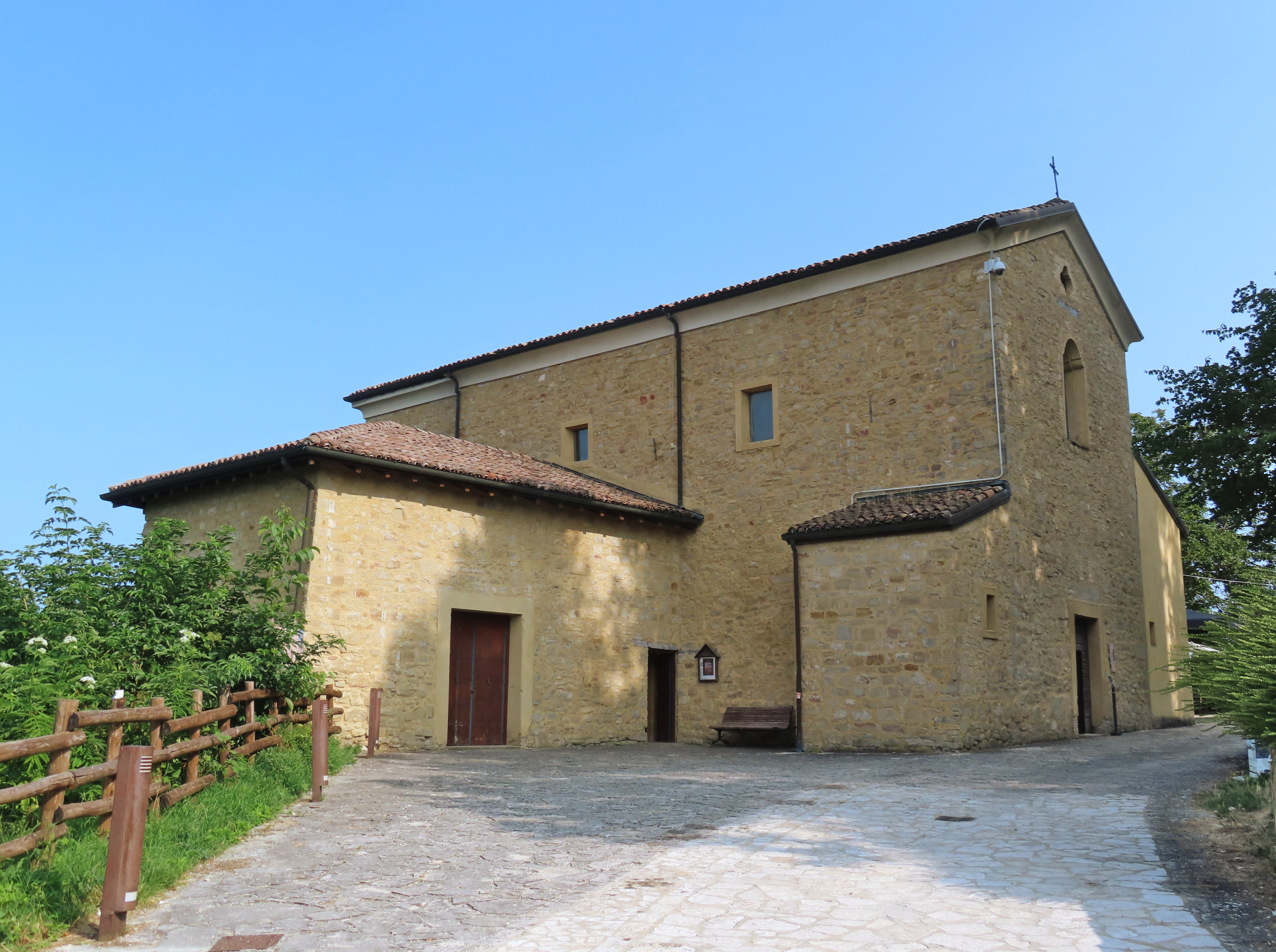
Chiesa di San Bartolomeo

Secondo i documenti a Sarzano doveva essere presente una chiesa già dal XII secolo. L'attuale chiesa di S. Bartolomeo è tuttavia di aspetto cinquecentesco, a navata unica, modesta facciata a capanna e portale centrale. Durante i restauri del 1997 è stato rinvenuto nell'abside un antico altare paleocristiano, che attesta l'antichità di un luogo di culto in questo sito. 
Notevoli all'interno sono anche i resti di affreschi, databili al XVII secolo, e la cantoria, costruita nel 1904.

### Il mastio

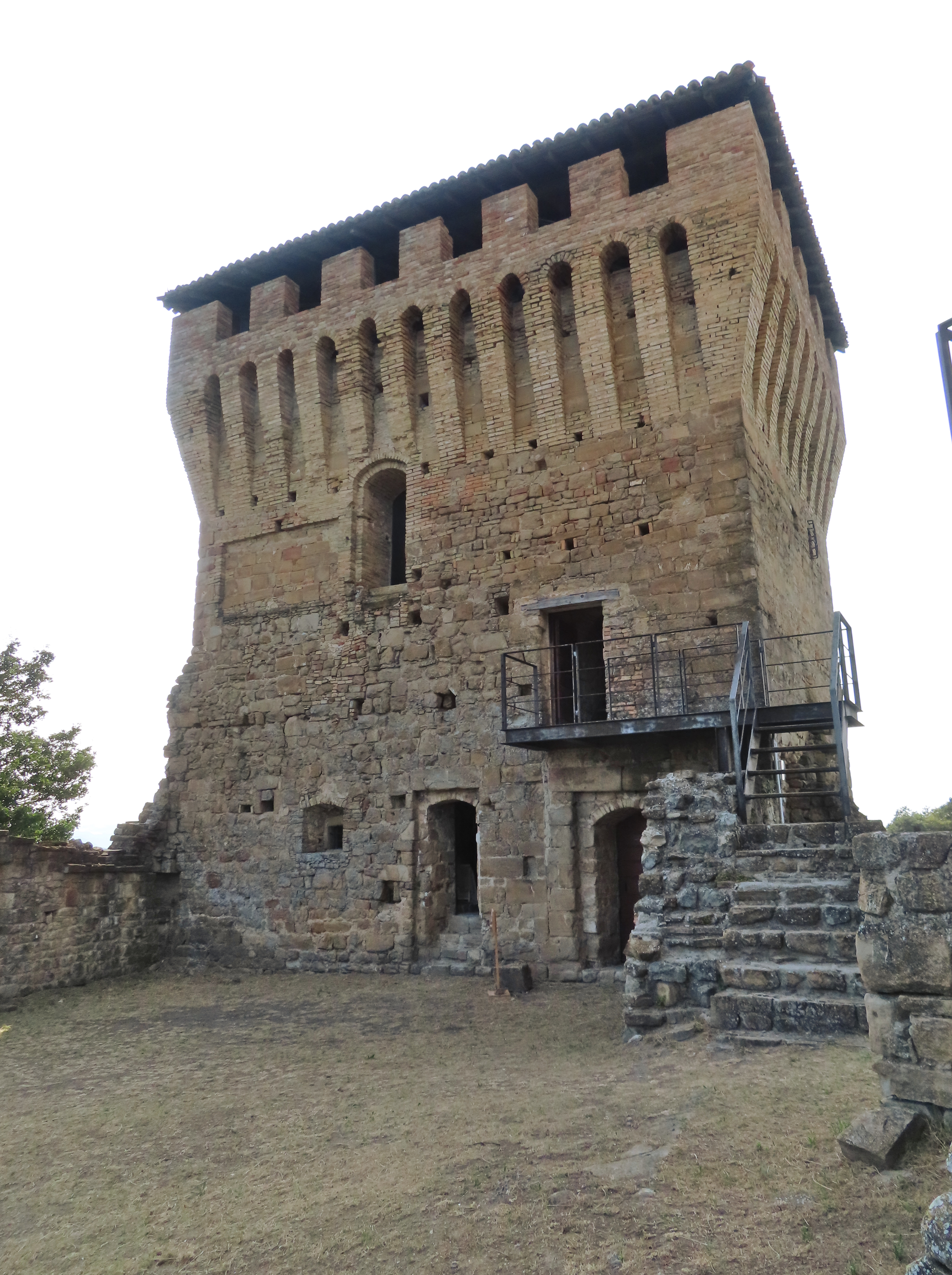
Mastio

Il mastio o torrazzo è l'edificio più grande del complesso sommitale di Sarzano. A pianta rettangolare e coronato da beccatelli allungati, doveva essere adatto a funzioni difensive ma anche residenziali: già adibito a dimora in epoca feudale, fu abitazione civile fino al 1920.

### La torre
Alta circa 20 metri, distribuiti su sei livelli, sorge nel punto più alto del monte di Sarzano. L'impianto originario risale al XIII secolo e l'uso continuativo che ne fu fatto nel tempo come campanile della sottostante chiesa di S. Bartolomeo l'ha preservata dal degrado.